# Список глав государств в 1619 году
| 1618 ← Список глав государств по годам → 1620 |

## Азия
- Бруней — Абдул Джалил Акбар, султан (1598—1659)
- Бухарское ханство — Имамкули, хан (1611—1642)
- Великих Моголов империя — Джахангир, падишах (1605—1627)
- Грузинское царство — 
  -  Гурийское княжество — Мамия II Гуриели, князь (1600—1625)
  -  Имеретинское царство — Георгий III, царь (1605—1639)
  -  Кахетинское царство — под управлением наместника иранского шаха (1616—1625)
  -  Картлийское царство — 
    - Баграт VII, царь (1615—1619)
    - Симон II, царь (1619—1630/1631)

  -  Мегрельское княжество — Леван II Дадиани, князь (1611—1657)
  - Самцхе-Саатабаго — Манучар III, атабег (1614—1625)
- Дайвьет — 
  - Мак Кинь Кунг, император (династия Мак, на севере) (1593—1621)
  - Ле Кинь-тонг, император (династия Ле, на юге) (1599—1619)
  - Ле Тхан-тонг, император (династия Ле, на юге) (1619—1643, 1649—1662)
- Индия —
  - Амбер (Джайпур) — Бхао Сингх, раджа[кат.] (1614—1621)
  - Араккал[англ.] — Мухаммад Али I, али раджа[англ.] (1610—1647)
  - Ахмаднагарский султанат — Бурхан Низам-шах III, султан (1610—1631)
  - Ахом — Сусенгфаа, махараджа[англ.] (1603—1641)
  - Барвани — Лимжи Сингх, рана (1617—1640)
  - Бидарский султанат — 
    - Амир Барид-шах III, султан (1609—1619)
    - в 1619 году завоеван Биджапурским султанатом

  - Биджапурский султанат — Ибрагим Адил Шах II, султан (1580—1627)
  - Биканер — Сурат Сингх Бхуратия, раджа[англ.] (1613—1631)
  - Бунди — Ратан Сингх, раджа (1608—1632)
  - Бхавнагар — 
    - Дхунажи Висожи, раджа (1600—1619)
    - Ратанжи I Висожи, раджа (1619—1620)

  - Ванканер — Сартанжи Султанжи, раджа (1605—1632)
  - Виджаянагарская империя — Рама Дева Райя, махараджадхираджа (1617—1632)
  - Голконда — Мухаммад Кутб-шах, султан[англ.] (1611—1626)
  - Гулер[англ.] — Руп Чанд Бахадур, раджа[англ.] (1610—1635)
  - Джайнтия[англ.] — Джаса Маник, раджа[англ.] (1612—1625)
  - Джайсалмер — Бхим Сингх, раджа (1578—1624)
  - Джалавад (Дрангадхра) — Чандрасинхжи Раисинжи, сахиб (1584—1628)
  - Дженкантал[англ.] — Балбхадра Рэй Сингх, раджа[кат.] (1615—1641)
  - Джхабуа — Ман Сингх, раджа (1610—1677)
  - Дунгарпур — Пунжарай Сингх, раджа (1609—1657)
  - Кач — Бхармалджи I, раджа (1585—1631)
  - Келади[англ.] — Хирия Венкатаппа Найяка, раджа[англ.] (1586—1629)
  - Кишангарх — Джаг Мал, махараджа (1618—1628)
  - Кочин — Рави Варма I, махараджа (1615—1624)
  - Куч-Бихар — Лакшми Нарайян, раджа (1586—1621)
  - Ладакх — Сенге Намгьял, раджа[англ.] (1616—1623, 1624—1642)
  - Мадурай — Мутту Вираппа Найяка, раджа (1609—1623)
  - Майсур — Чамараджа Водеяр VI, махараджа (1617—1637)
  - Манди — Хари Сен, раджа (1616—1637)
  - Манипур — Хагемба, раджа[англ.] (1597—1652)
  - Марвар (Джодхпур) — 
    - Сур Сингх, раджа (1595—1619)
    - Гадж Сингх, раджа (1619—1638)

  - Мевар — Амар Сингх I, махарана (1597—1620)
  - Наванагар — Джасаджи Сатаджи, джам (1608—1624)
  - Орчха — Вир Сингх Део, раджа (1605—1626/1627)
  - Пратабгарх — Синха Сингх, махараджа (1597—1627)
  - Рева — Викрамадитья, раджа (1618—1630)
  - Самбалпур[англ.] — Веербхадра Саи, раджа[англ.] (1611—1637)
  - Сирмур — Карам Пракаш, махараджа (1616—1630)
  - Сирохи — Радж Сингх, раджа (1610—1620)
  - Сонепур — Лал Сахиб Део, раджа (1606—1635)
  - Сукет — Дип Сен, раджа (1590—1620)
  - Танджавур — Рагхунатха Найяк, раджа (1614—1634)
  - Чамба — Джанардан Верман, раджа (1613—1623)
  - Читрадурга[англ.] — Кастури Рангаппа Найяка I, найяк[англ.] (1602—1652)
  - Читрал — Мухтаррам Шах Катор I, мехтар (1585—1655)
- Индонезия —
  - Аче — Искандер Муда, султан (1607—1636)
  - Бантам — Абу аль-Мафахир Махмуд Абдулкадир, султан (1596—1647)
  - Бачан — Нурусалат, султан[англ.] (ок. 1609—1649)
  - Матарам — Чакракусума Нгабдуррахман Агунг, султан (1613—1645)
  - Сулу — Мувалил Вазит I, султан[англ.] (1610—1650)
  - Тернате — Музаффар Шах I, султан (1607—1627)
  - Тидоре — Моле Мажиму, султан[англ.] (1599—1627)
  - Чиребон[англ.] — Панембахан Рату, султан[англ.] (1570—1649)
- Иран (Сефевиды) — Аббас I Великий, шахиншах (1587—1629)
- Казахское ханство — Есим, хан (1598—1628)
- Камбоджа — Чи Четта II, король[англ.] (1618—1628)
- Китай (Империя Мин)  — Ваньли (Чжу Ицзюнь), император (1572—1620)
- Лансанг  — Воравонгса II, король (1596—1621)
- Малайзия — 
  - Джохор — Абдулла Майят Шах, Султан[англ.] (1615—1623)
  - Кедах — Сулейман Шах II, султан[англ.] (1602—1626)
  - Келантан — Абдул Кадир ибн аль-Мархум, султан[англ.] (1616—1637)
  - Паттани — Рату Биру, королева (1616—1624)
  - Перак — 
    - Мукаддам Рийят Шах, султан (1603—1619)
    - Ахмад Мансур Рийят Шах II, султан (1619—1627)
- Мальдивы — Дон Филипп, султан (1603—1632)
- Могулистан — Абдураим, хан (в Восточном Могулистане)  (1591—1636)
- Могулия (Яркендское ханство) — Абд ал-Латиф I, хан  (1618—1630)
- Монгольская империя (Северная Юань) — Лигдэн, великий хан (1603—1634)
- Мьянма — 
  - Аракан (Мьяу-У) — Кхамаун, царь[англ.] (1612—1622)
  - Таунгу — Анаукпетлун, царь[англ.]  (1605—1628)
- Непал (династия Малла) —
  - Бхактапур — Джагаджиоти Малла, раджа[англ.] (1613—1637)
  - Катманду (Кантипур) — Шивасимха Малла, раджа[англ.] (1583—1620)
  - Лалитпур — Шивасимха Малла, раджа[англ.] (1609—1620)
- Ногайская Орда — 
  - Иштеряк, бий (1600—1619)
  - междуцарствие (1619—1622)
- Оман — Абдалла ибн Мухаммед, имам (1560—1624)
- Османская империя — Осман II, султан (1618—1622)
- Поздняя Цзинь — Нурхаци, хан (1616—1626)
- Рюкю — Сё Нэй, ван (1588—1620)
- Саравак[англ.] — Ибрагим Али Омар Шах (Тенга), султан[англ.] (1599—1641)
- Таиланд — 
  - Аютия — Экатотсарот (Санпхет III), король (1605—1620)
  - Ланнатай — Си Сонгмуон, король[англ.] (1615—1631)
- Тибет — Мипхам Сонам Вангчук Дракпа, гонгма[англ.] (1613—1642)
- Филиппины — 
  - Магинданао — 
    - Лаут Буисан, султан (1597—1619)
    - Мухаммад Дипатуан Кударат, султан (1619—1671)
- Хивинское ханство (Хорезм) — Араб Мухаммад, хан (1603—1621)
- Чосон  — Кванхэ-гун, ван (1608—1623)
- Шри-Ланка — 
  - Джафна — 
    - Канкили II, царь[фр.] (1617—1619)
    - в 1619 году завоевано Португалией

  - Канди — Сенарат, царь[англ.] (1604—1635)
- Япония — 
  - Го-Мидзуноо (Котохито), император (1611—1629)
  - Токугава Хидэтада, сёгун (1605—1623)

## Америка
- Новая Испания — Диего де Кордоба, вице-король (1612—1621)
- Перу — Франсиско де Борха-и-Арагон, вице-король (1615—1621)

## Африка
- Аусса — Садик Сабраддин, имам (1613—1632)
- Багирми — Умар, султан (1608—1625)
- Бамум — Нгапна, мфон (султан)[англ.] (1590—1629)
- Бени-Аббас[англ.] — Сиди Насёр эль-Мокрани, султан[фр.] (1600—1620)
- Бенинское царство — Охуан, оба[англ.] (1602—1656)
- Борну — 
  - Ибрагим III, маи[нем.] (1612—1619)
  - Умар, маи[нем.] (1619—1639)
- Буганда — Секамаанья, кабака (ок. 1614 — ок. 1634)
- Варсангали[англ.] — Али, султан[кат.] (1612—1655)
- Вогодого — Гилига, нааба (ок. 1600 — ок. 1620)
- Гаро (Боша) — Магела, тато[англ.] (ок. 1600— ок. 1630)
- Дагомея — Гани Эссу, ахосу (ок. 1580 — ок. 1620)
- Дарфур — Сулейман Солон, султан (1603—1637)
- Денди[англ.] — Давуд II, аскья[англ.] (1618—1639)
- Джолоф — Бираима Пенда, буур-ба[англ.] (1605—1649)
- Имерина — Андрианжака, король[англ.] (1612—1630)
- Кайор — Бирам Манга, дамель (1610—1640)
- Кано[англ.] — Мухаммад Назаки, султан[англ.] (1618—1623)
- Каффа — Гиба Нетшотшо, царь (ок. 1605 — ок. 1640)
- Конго — Альваро III, маниконго[англ.] (1615—1622)
- Марокко (Саадиты) — 
  - Зидан Абу Маали, султан (в Марракеше) (1603—1627)
  - Абдалла II, султан (в Фесе) (1613—1623)
- Массина — Ибрагим II, ардо (1613—1625)
- Мутапа — Гатси Русере, мвенемутапа[англ.] (1589—1623)
- Ндонго — Нгола Мбанди, нгола[англ.] (1617—1624)
- Нри[англ.] — Агу, эзе[англ.] (1583—1676)
- Руанда — Мибамве II, мвами (1609—1642)
- Салум — Берам Ндиеме Кумба Ндиайе, маад (1614—1637)
- Свазиленд (Эватини) — Нкоси II, вождь (ок. 1600 — 1640)
- Сеннар — Рубат I, мек (1616/1617—1644/1645)
- Твифо-Хеман (Акваму)[англ.] — Обуоко Дако, аквамухене (1610—1625)
- Эфиопия — Сусеньос I (Малак-Сагад III), император (1606—1632)

## Европа
- Англия, Шотландия и Ирландия — Яков I Стюарт, король (1603—1625)
- Андорра —
  - Людовик II, король Наварры, князь-соправитель (1610—1620)
  - Бернат де Сальба и де Сальба, епископ Урхельский, князь-соправитель (1610—1620)
- Валахия — Гаврил II Могила, господарь (1616, 1618—1620)
- Венгрия — Фердинанд II, король (1618—1637)
- Дания — Кристиан IV, король (1588—1648)
- Испания — Филипп III, король (1598—1621)
- Италия —
  - Венецианская республика — Антонио Приули, дож (1618—1623)
  - Гвасталла — Ферранте II Гонзага, граф (1575—1621)
  - Генуэзская республика — 
    - Джованни Джакомо Империале, дож (1617—1619)
    - Пьетро Дураццо, дож (1619—1621)

  - Мантуя — Фердинандо I Гонзага, герцог (1613—1626)
  - Масса и Каррара — Альберико I, князь (1568—1623)
  - Модена и Реджо — Чезаре д’Эсте, герцог (1597—1628)
  - Пармское герцогство — Рануччо I Фарнезе, герцог (1592—1622)
  - Пьомбино — Изабелла Аппиани, княгиня (1611—1628)
  - Тосканское герцогство — Козимо II, великий герцог (1609—1621)
  - Урбино — Франческо Мария II делла Ровере, герцог (1574—1621, 1623—1631)
- Крымское ханство — Джанибек Герай, хан (1610—1623, 1628—1635)
- Молдавское княжество — 
  - Раду Михня, господарь (1616—1619, 1623—1626)
  - Гаспар Грациани, господарь (1619—1620)
- Монако — Оноре II, князь (1612—1662)
- Наварра — Людовик II (король Франции Людовик XIII), король (1610—1620)
- Нидерланды (Республика Соединённых провинций) — Мориц Оранский, штатгальтер (1585—1625)
- Норвегия — Кристиан IV, король (1588—1648)
- Папская область — Павел V, папа (1605—1621)
- Португалия — Филипп II (король Испании Филипп III), король (1598—1621)
- Речь Посполитая — Сигизмунд III Ваза, король Польши и великий князь Литовский (1587—1632)
  -  Курляндия и Семигалия — Фридрих, герцог (1617—1642)
- Русское царство — Михаил Фёдорович Романов, царь (1613—1645)
- Священная Римская империя — 
  - Матиас, император (1612—1619)
  - Фердинанд II, император (1619—1637)
  - Австрия — 
    - Матиас, эрцгерцог (1608—1619)
    - Фердинанд III (император Фердинанд II), эрцгерцог (1619—1637)
    - Внутренняя Австрия — 
      - Фердинанд II, эрцгерцог (1590—1619)
      - с 1619 года в составе эрцгерцогства Австрия

  - Ангальт — 
    - Ангальт-Бернбург — Кристиан I, князь (1603—1630)
    - Ангальт-Дессау — Иоганн Казимир, князь (1618—1660)
    - Ангальт-Кётен — Людвиг I, князь (1603—1650)
    - Ангальт-Плёцкау — Август, князь (1603—1653)
    - Ангальт-Цербст — Рудольф, князькнязь (1603—1621)

  - Ансбах — Иоахим Эрнст, маркграф (1603—1625)
  - Бавария — Максимилиан I, герцог (1597—1623)
  - Баден —
    - Баден-Баден — Вильгельм, маркграф (1596—1677)
    - Баден-Дурлах — Георг Фридрих, маркграф (1604—1622)
    - Баден-Родемахерн[нем.] — Филипп III, маркграф[нем.] (1588—1620)

  - Байрет (Кульмбах) — Кристиан, маркграф (1603—1655)
  - Бранденбург-Пруссия — 
    - Иоганн III Сигизмунд, курфюрст (1618—1619)
    - Георг Вильгельм, курфюрст (1619—1640)

  - Брауншвейг —
    - Брауншвейг-Вольфенбюттель — Фридрих Ульрих, герцог (1613—1634)
    - Брауншвейг-Люнебург — Кристиан, герцог (1611—1633)

  - Вальдек —
    - Вальдек-Вильдунген — Кристиан, граф (1607—1637)
    - Вальдек-Эйзенберг — Вольрад IV, граф (1607—1640)

  - Восточная Фризия — Энно III, граф (1599—1625)
  - Вюртемберг — Иоганн Фридрих, герцог (1608—1628)
  - Ганау —
    - Ганау-Лихтенберг — Иоганн Рейнхард I, граф (1599—1625)
    - Ганау-Мюнценберг — Филипп Мориц, граф (1612—1638)

  - Гессен —  
    - Гессен-Буцбах — Филипп III, ландграф (1609—1643)
    - Гессен-Дармштадт — Людвиг V, ландграф (1596—1626)
    - Гессен-Кассель — Мориц, ландграф (1592—1627)

  - Гогенцоллерн-Гехинген — Иоганн Георг, граф (1605—1623)
  - Гогенцоллерн-Зигмаринген — Иоганн, граф (1606—1623)
  - Гогенцоллерн-Хайгерлох — Иоганн Кристоф, граф (1592—1620)
  - Гольштейн-Готторп — Фридрих III, герцог (1616—1659)
  - Гольштейн-Пиннеберг — Эрнст, граф (1601—1622)
  - Кёльнское курфюршество — Фердинанд Баварский, курфюрст (1612—1650)
  - Лихтенштейн — Карл I, князь (1608—1627)
  - Лотарингия — Генрих II, герцог (1608—1624)
  - Майнцское курфюршество — Иоганн Швайкард фон Кронберг, курфюрст (1604—1626)
  - Мекленбург —
    - Иоганн Альбрехт II, герцог (1610—1621)
    - Адольф Фридрих I, герцог (1610—1621)

  - Монбельяр — Людвиг Фридрих, граф (1617—1631)
  - Нассау —
    - Нассау-Байльштайн[нем.] — Георг, граф (1606—1620)
    - Нассау-Вейльбург — Людвиг II, граф (1602—1627)
    - Нассау-Висбаден-Идштейн[нем.] — Людвиг II, граф (1605—1627)
    -  Нассау-Дилленбург[англ.] — Вильгельм Людвиг, граф (1606—1620)
    - Нассау-Диц[нем.] — Эрнст Казимир, граф (1606—1632)
    - Нассау-Зиген — Иоганн VII, граф (1606—1623)
    - Нассау-Саарбрюккен — Людвиг II, граф (1602—1627)
    - Нассау-Хадамар[нем.] — Иоганн Людвиг, граф (1606—1650)

  - Ольденбург — Антон Гюнтер, граф (1603—1667)
  - Померания —
    - Померания-Барт — Филипп Юлий, герцог (1605—1625)
    - Померания-Вольгаст — Филипп Юлий, герцог (1592—1625)
    - Померания-Дарлово — Богуслав XIV, герцог (1606—1621, 1622—1637)
    - Померания-Штеттин (Щецин) — Франц, герцог (1618—1620)

  - Пфальц — Фридрих V, курфюрст (1610—1623)
    - Пфальц-Биркенфельд[англ.] — Георг Вильгельм, пфальцграф[англ.] (1600—1669)
    - Пфальц-Биркенфельд-Бишвейлер[англ.] — Кристиан I, пфальцграф[англ.] (1600—1654)
    - Пфальц-Зульцбах — Август, пфальцграф (1614—1632)
    - Пфальц-Клебург — Иоганн Казимир, пфальцграф (1604—1652)
    - Пфальц-Нойбург — Вольфганг Вильгельм, пфальцграф (1614—1653)
    - Пфальц-Цвейбрюккен — Иоганн II, пфальцграф (1604—1635)
      - Пфальц-Ландсберг[англ.] — Фридрих Казимир, герцог[англ.] (1604—1645)

  - Савойя — Карл Эммануил I, герцог (1580—1630)
  - Саксония — Иоганн Георг I, курфюрст (1611—1656)
    - Саксен-Альтенбург — Иоганн Филипп, герцог (1603—1639)
    - Саксен-Веймар — Иоганн Эрнст, герцог (1605—1620)
    - Саксен-Кобург — Иоганн Казимир, герцог (1572—1633)
    - Саксен-Ратцебург-Лауэнбург — 
      - Франц II, герцог (1581—1619)
      - Август, герцог (1619—1656)

    - Саксен-Эйзенах — Иоганн Эрнст, герцог (1596—1638)

  - Трирское курфюршество — Лотарь фон Меттерних, курфюрст (1599—1623)
  - Чехия — Фердинанд II, король (1617—1619, 1620—1637)
    - Силезские княжества —
      - Берутувское княжество — Генрих Вацлав Мюнстербергский, князь (1617—1639)
      - Бжегское и Олавское княжества — Иоганн Кристиан Бжегский, князь (1612—1633)
      - Волувское и Легницкое княжества — Георг Рудольф Легницкий, князь (1612—1653)
      - Олесницкое княжество — Карл Фредерик Мюнстербергский, князь (1617—1647)
      - Тешинское (Цешинское) княжество — Фридрих Вильгельм Цешинский, князь (1617—1625)

  - Шварцбург-Рудольштадт — Карл Гюнтер I, граф (1605—1630)
- Трансильвания — Габор Бетлен, князь[англ.] (1613—1629)
- Франция — Людовик XIII, король (1610—1643)
- Швеция — Густав II Адольф, король (1611—1632)

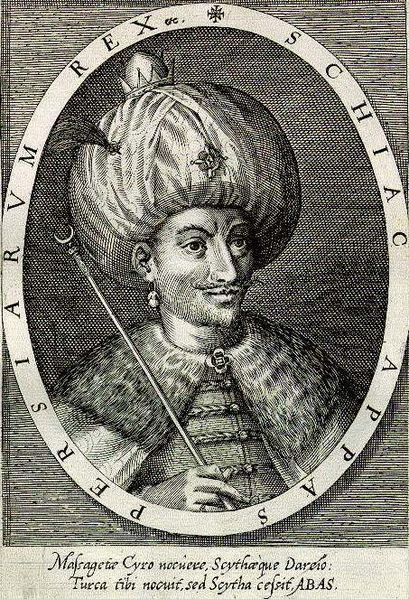
Аббас I Великий 1587-1629 Шахиншах Ирана
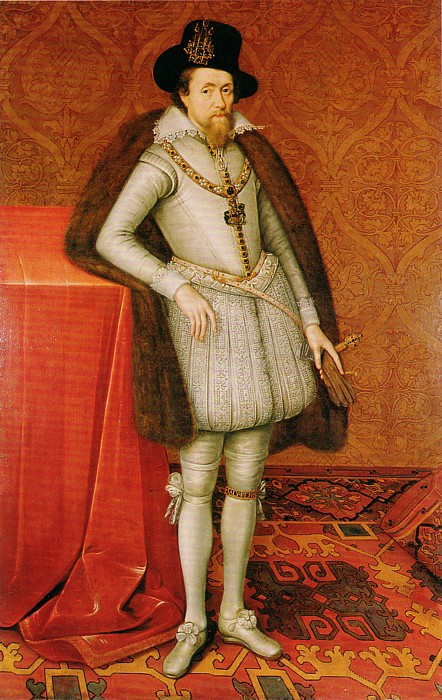
Яков I (VI) Стюарт 1603-1625 Король Англии, Шотландии и Ирландии
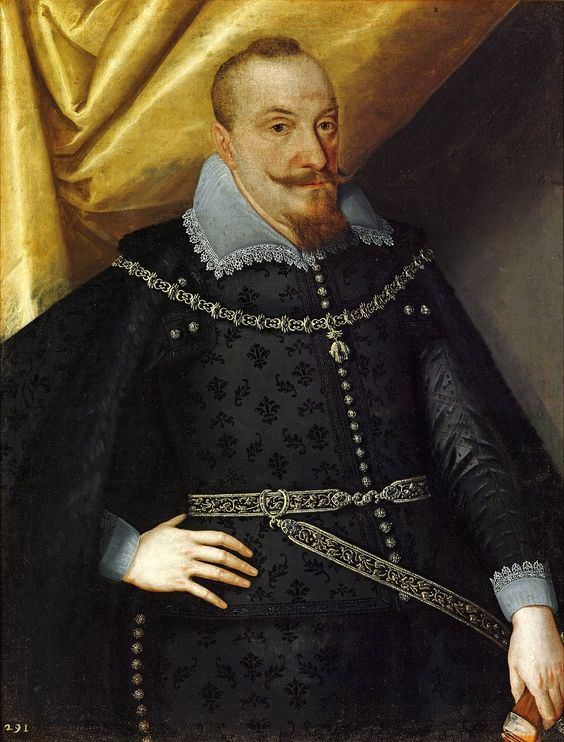
Сигизмунд III Ваза 1587-1632 Король Польши и Великий князь Литовский
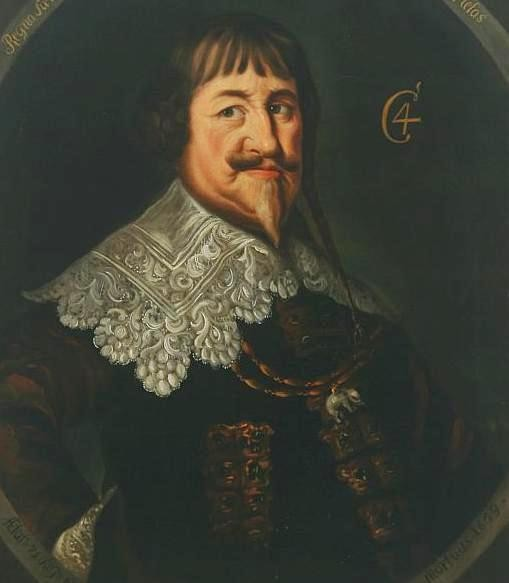
Кристиан IV 1588-1648 Король Дании и Норвегии
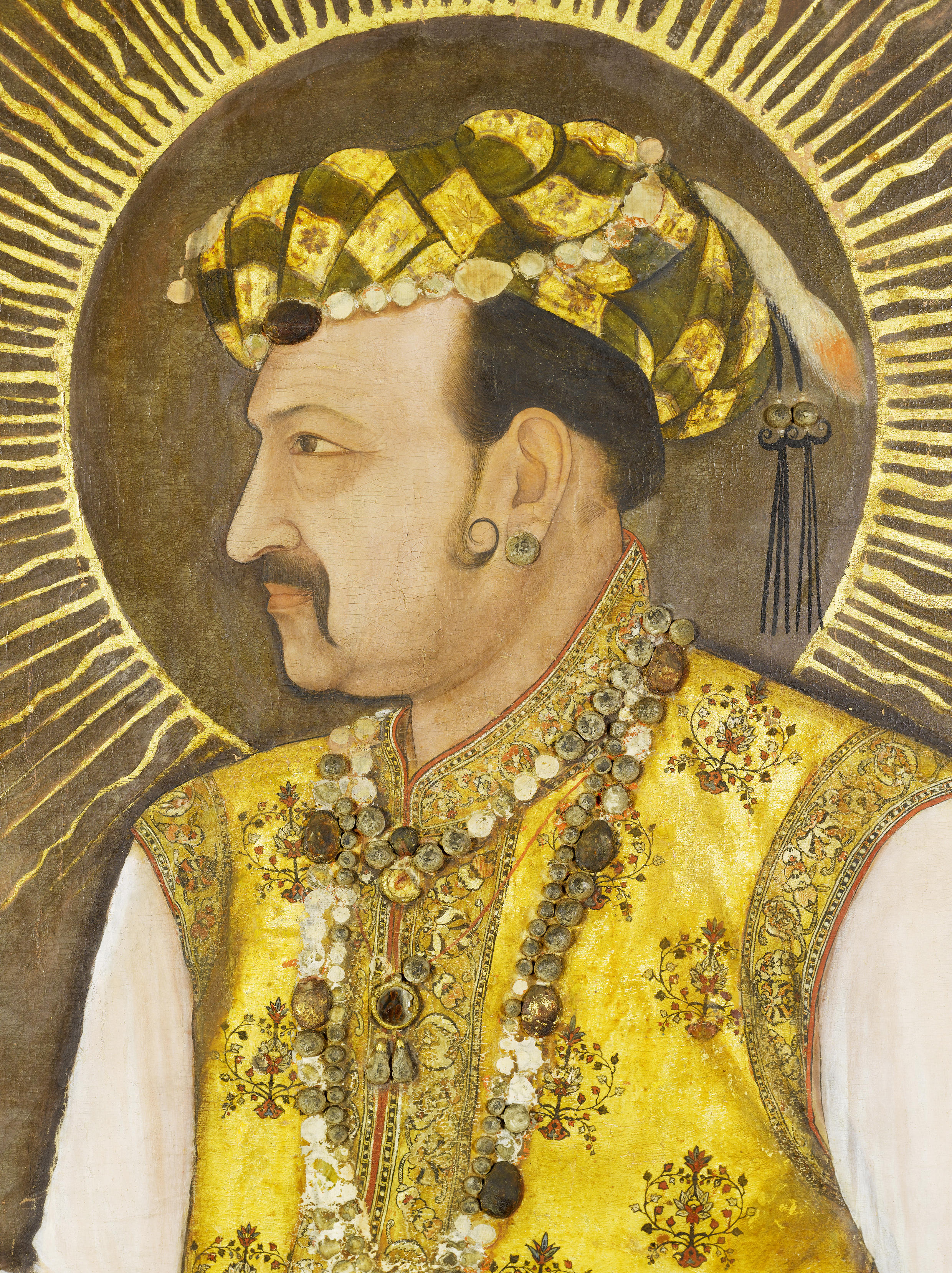
Джахангир 1605-1627 Падишах империи Великих Моголов
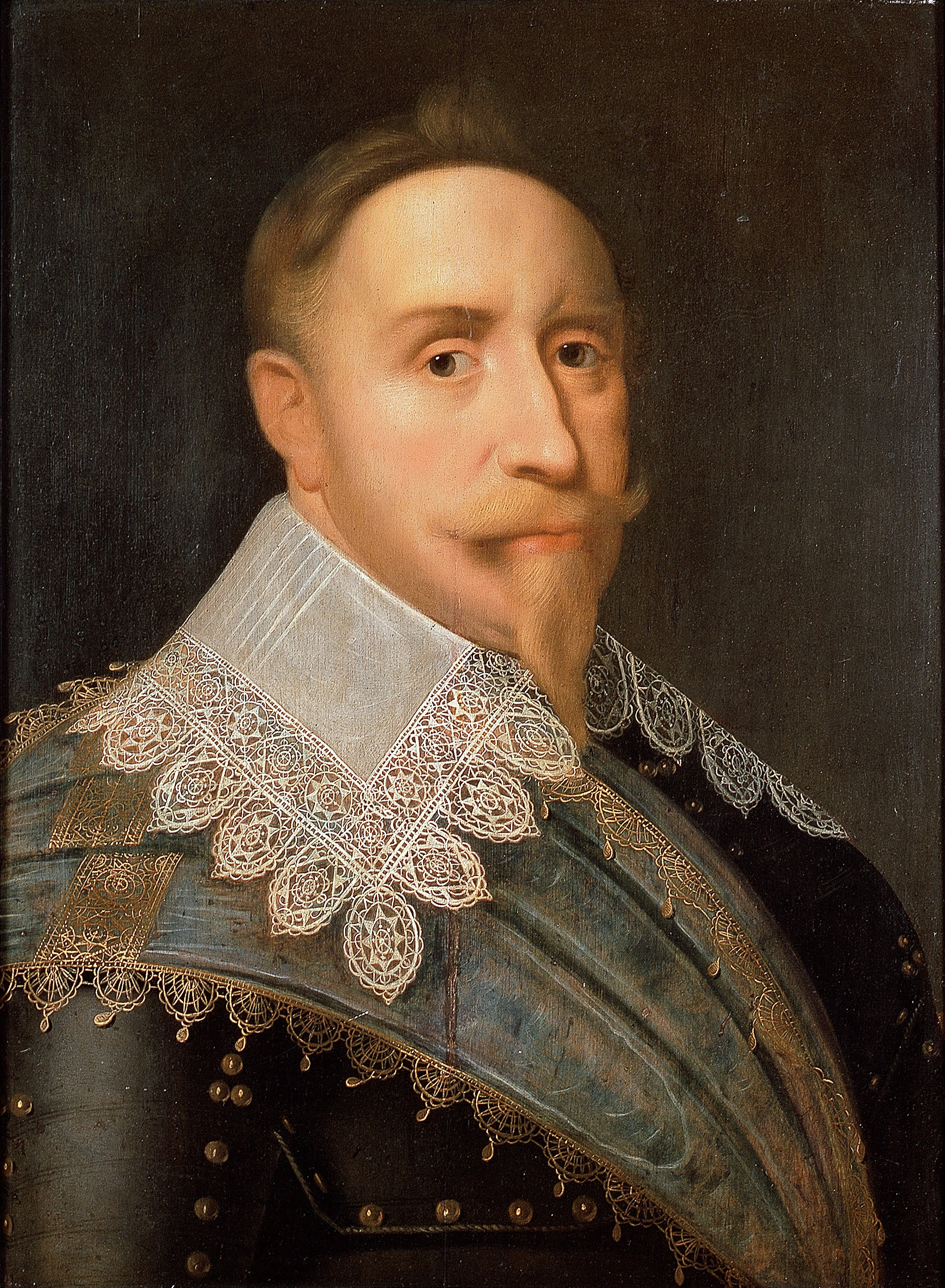
Густав II Адольф 1611-1632 Король Швеции
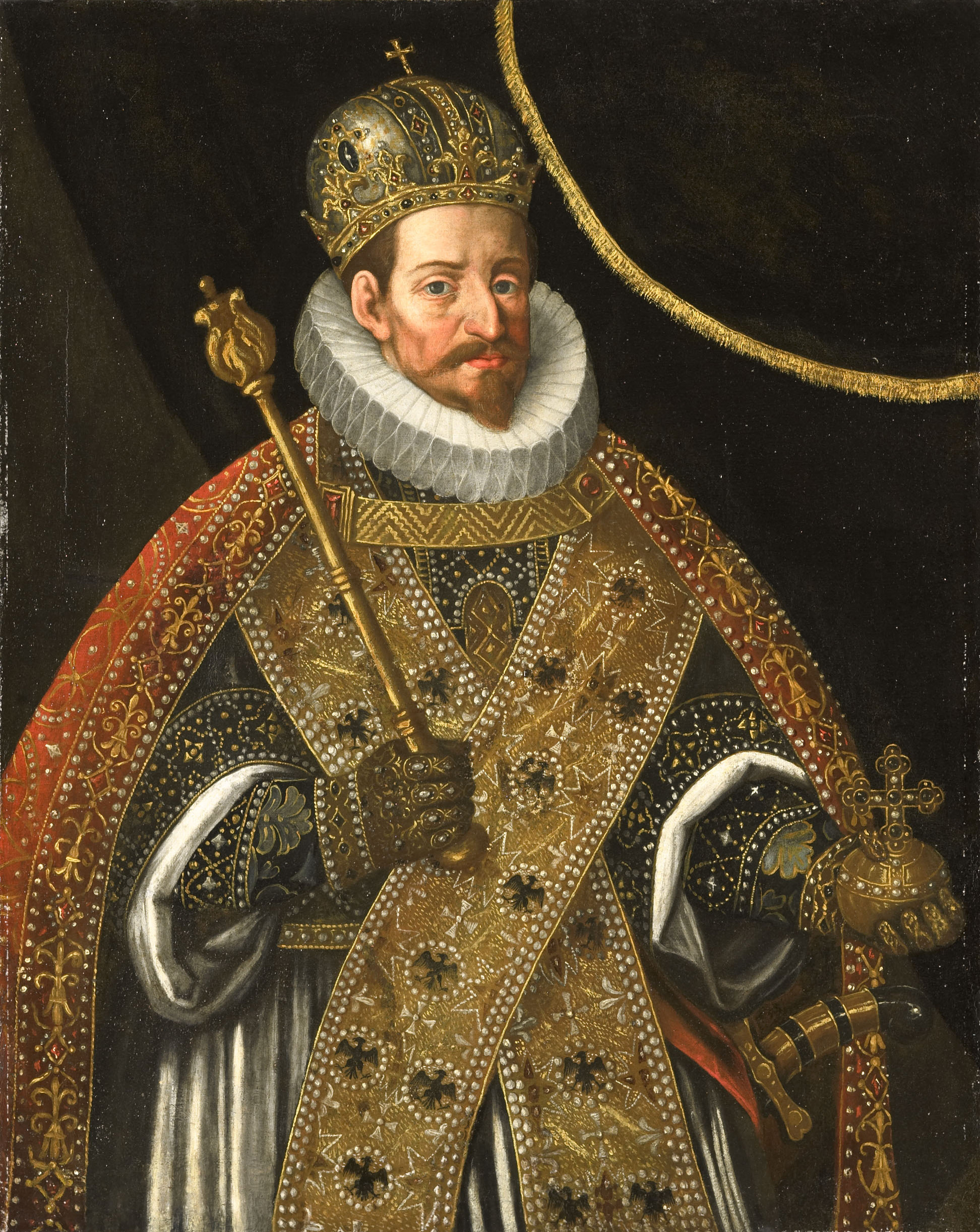
Матиас 1612-1619 Император Священной Римской империи
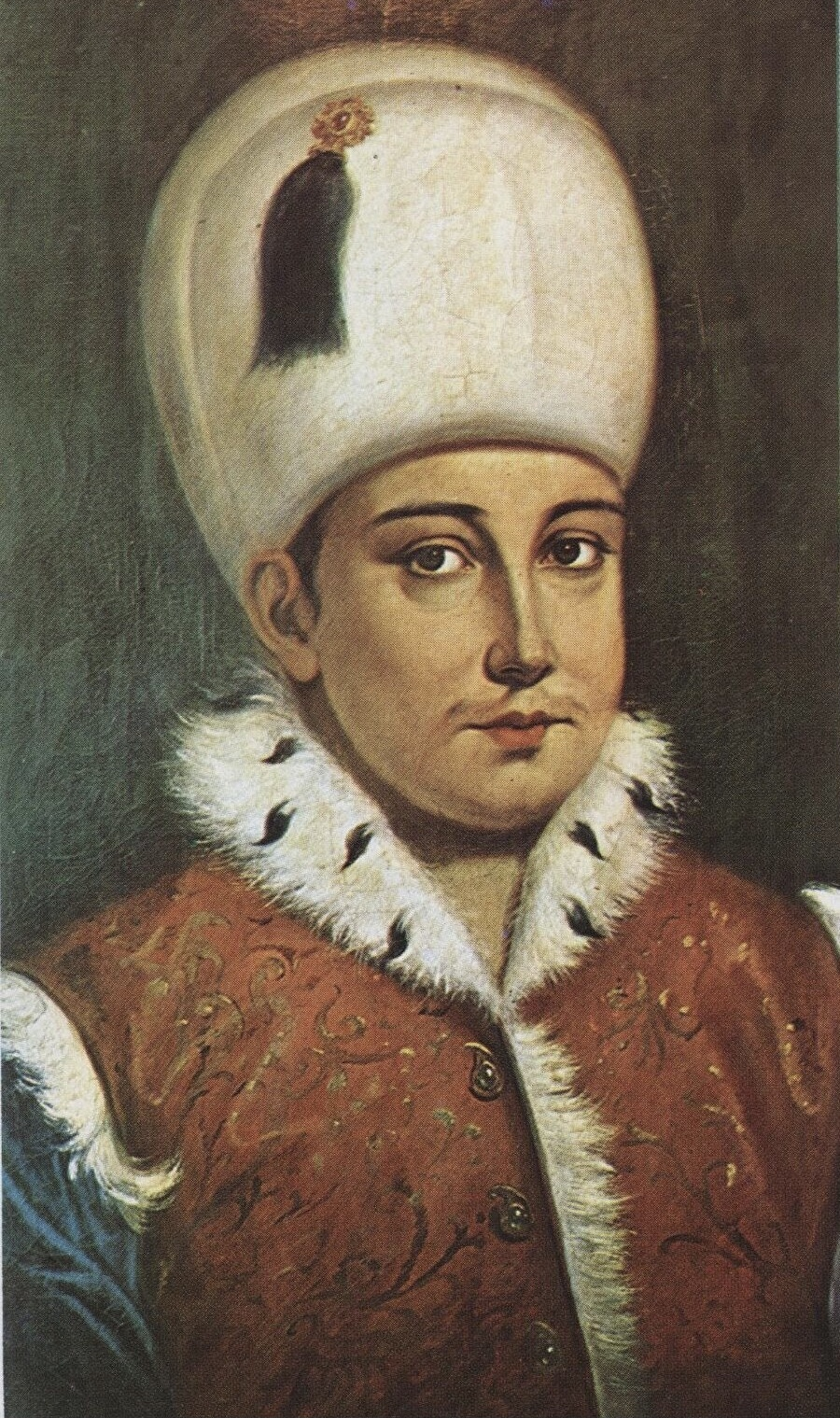
Осман II 1618-1622 Османский султан
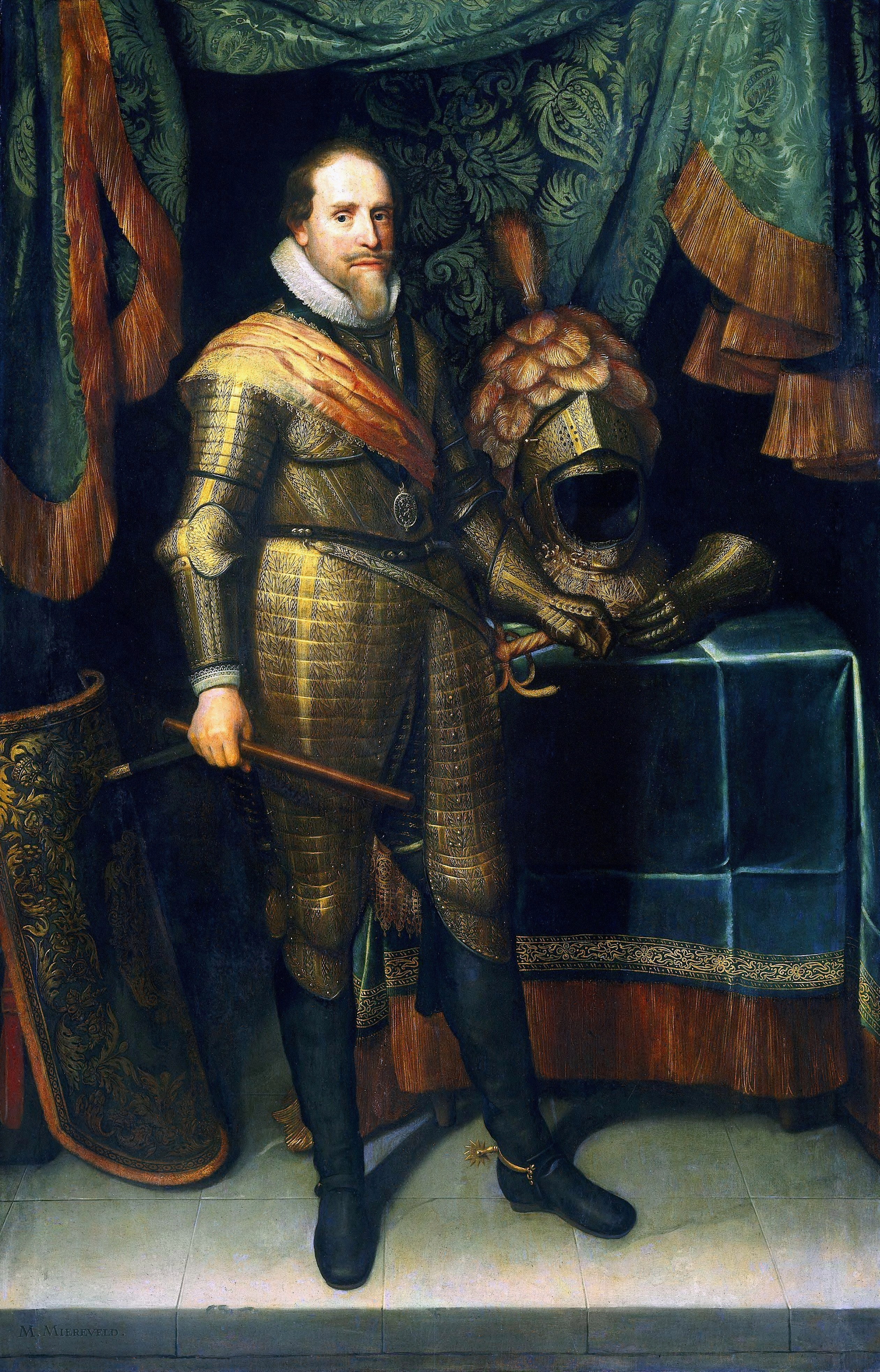
Мориц Оранский 1585-1625 Штатгальтер Нидерландов
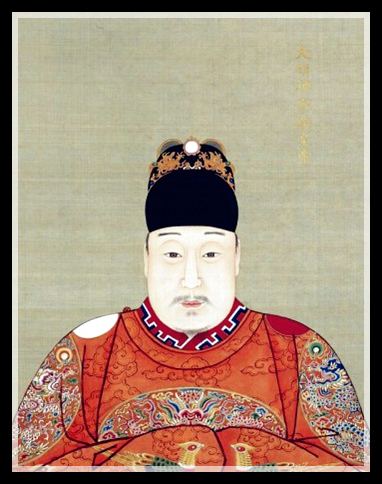
Ваньли 1572-1620 Император Китая
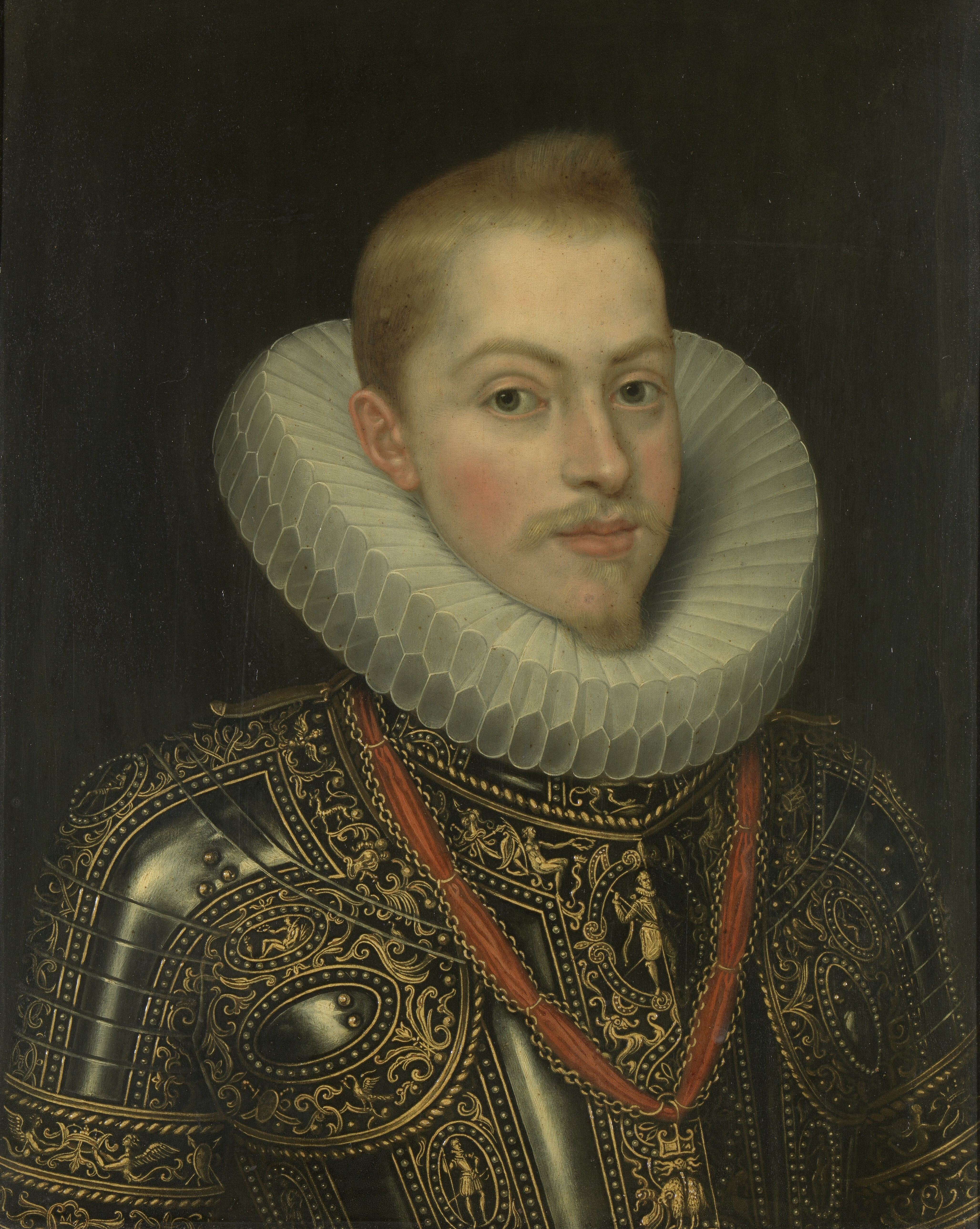
Филипп III 1598-1621 Король Испании и Португалии
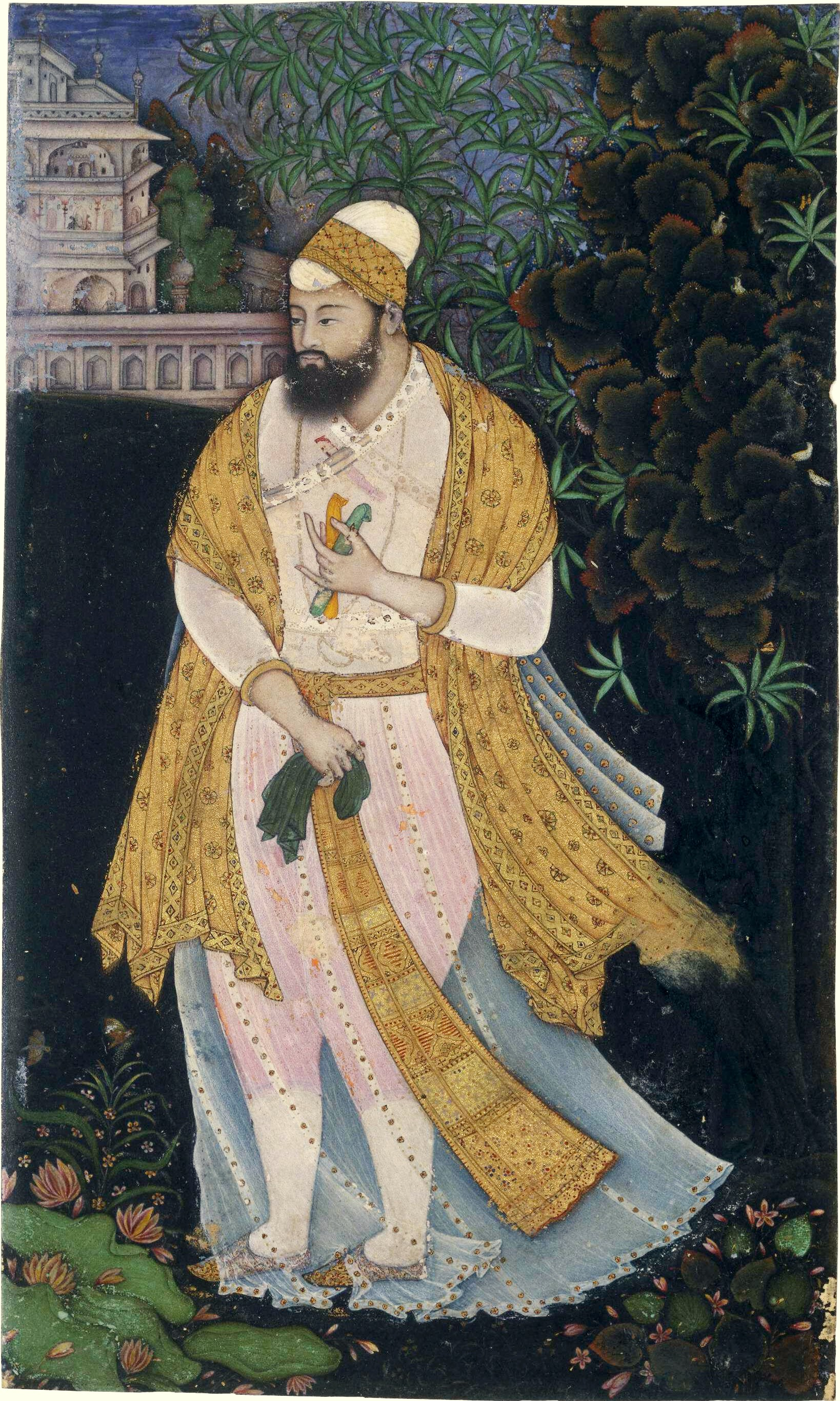
Ибрагим Адил Шах II 1580-1627 Султан Биджапура
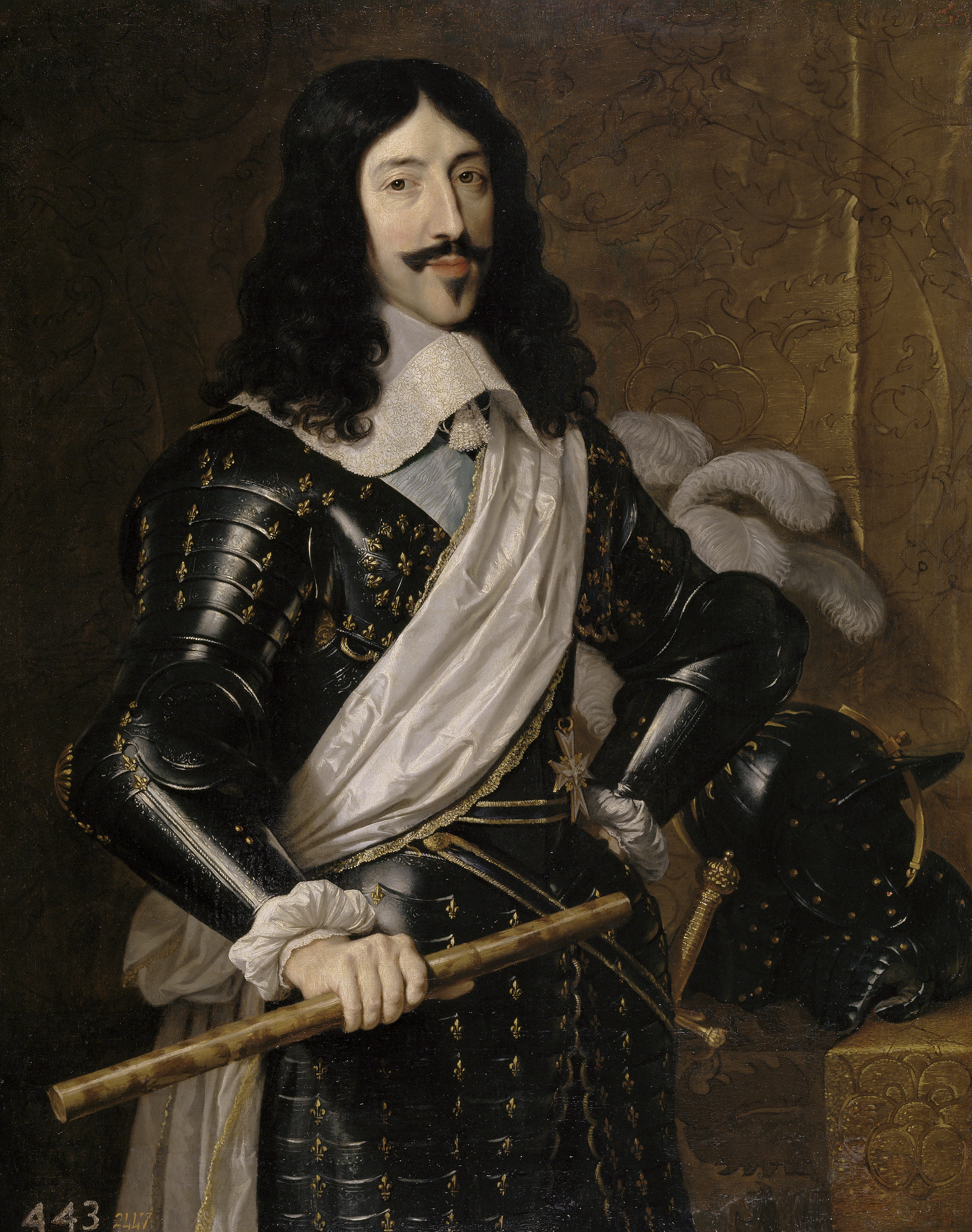
Людовик XIII 1610-1643 Король Франции и Наварры
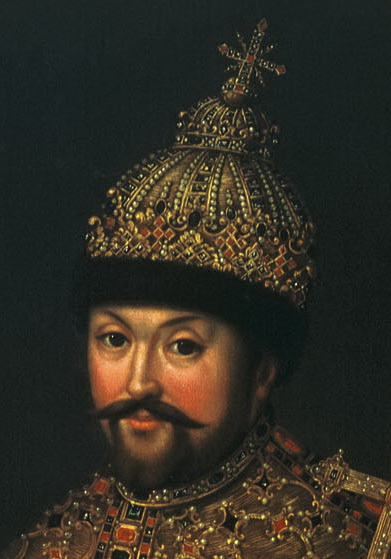
Михаил Фёдорович 1613-1645 Царь всея Руси
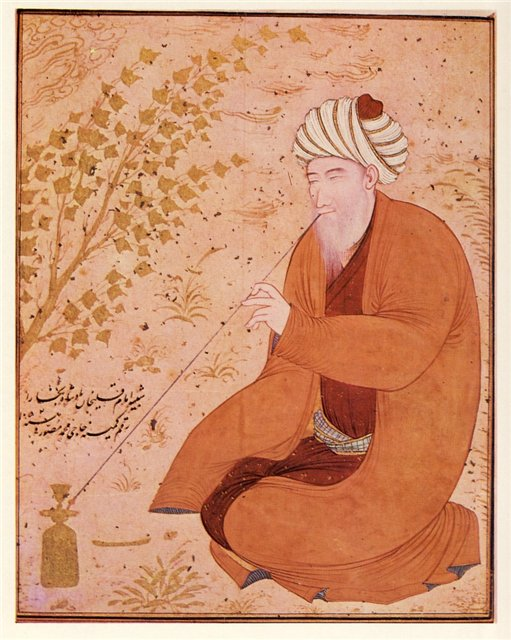
Имамкули 1611-1642 Бухарский хан
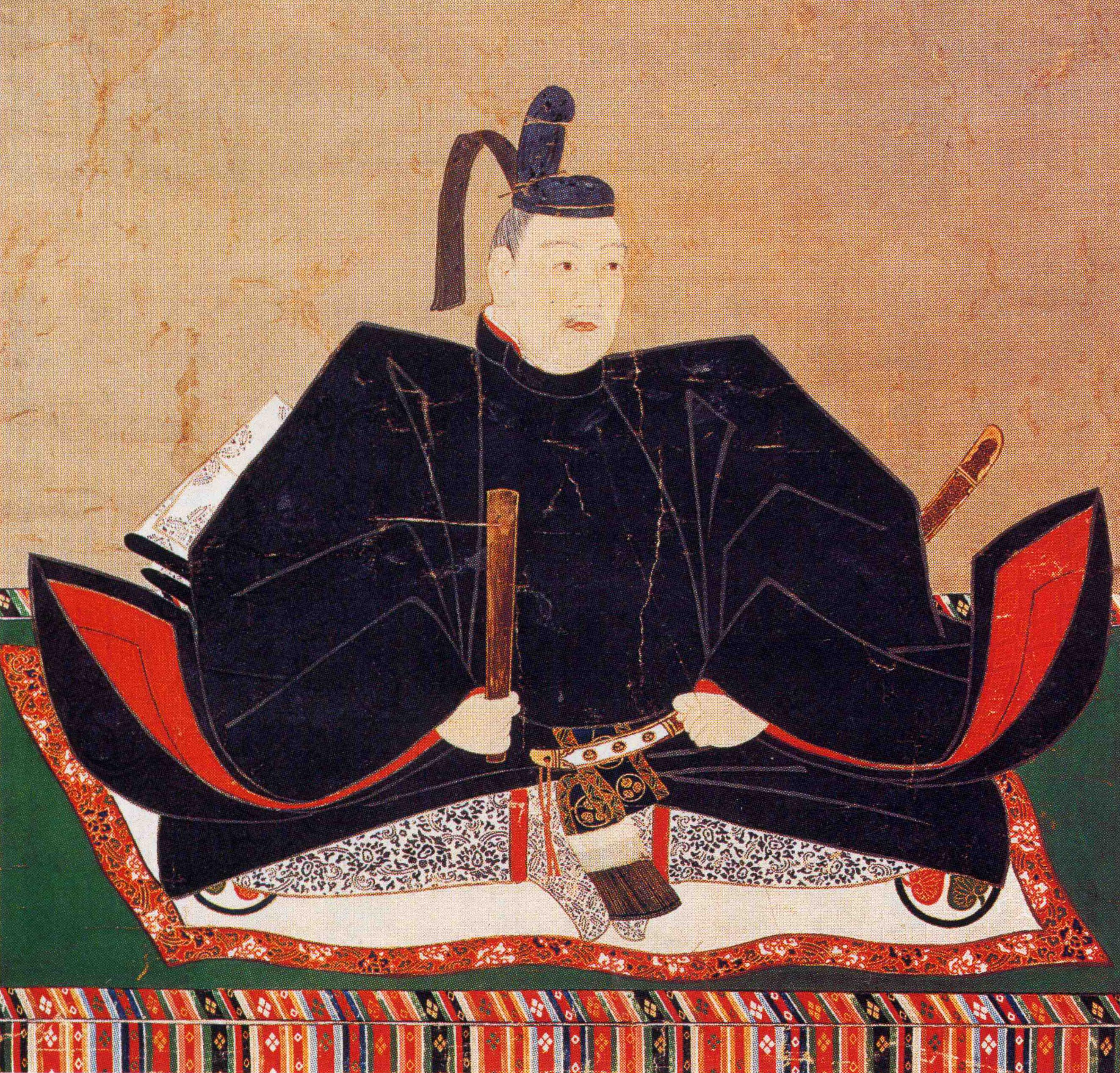
Токугава Хидэтада 1605-1623 Сёгун Японии
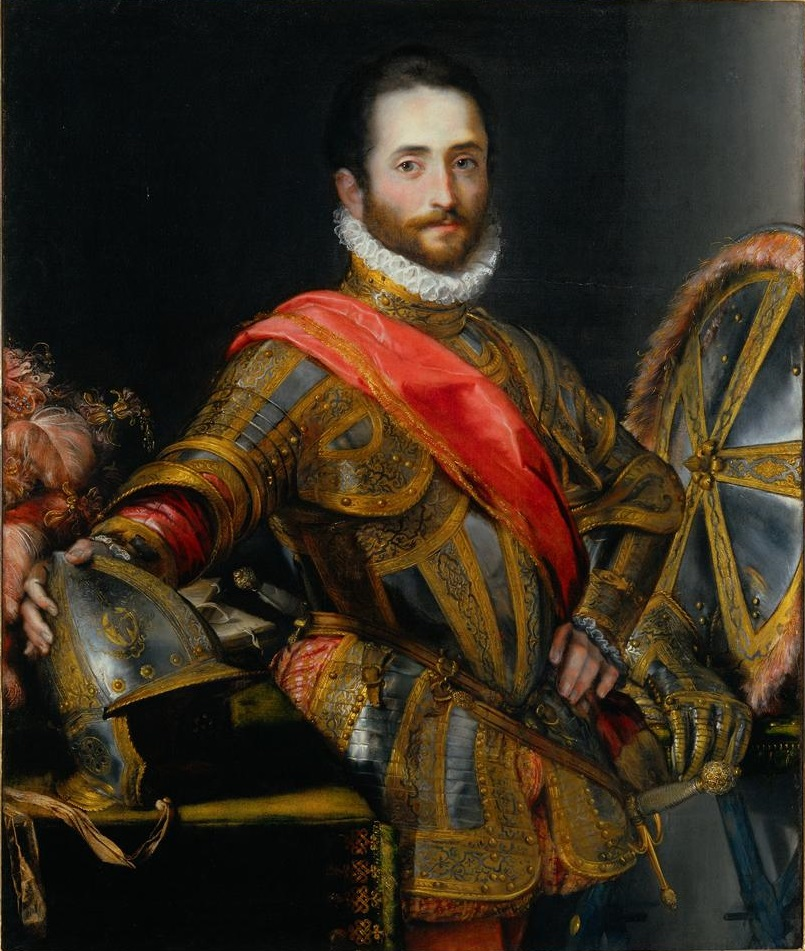
Франческо Мария II делла Ровере 1574-1621, 1623-1631 Герцог Урбино
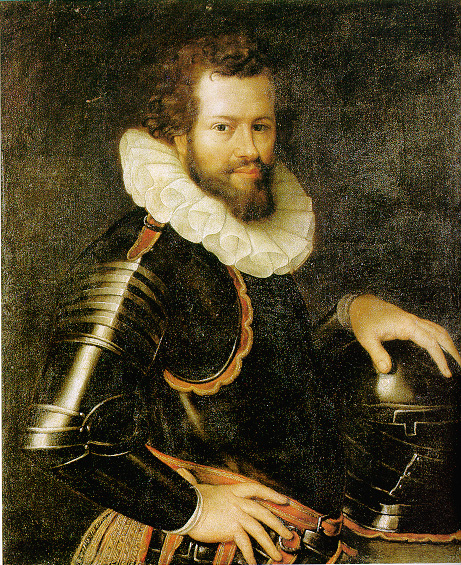
Рануччо I Фарнезе 1592-1622 Герцог Пармский
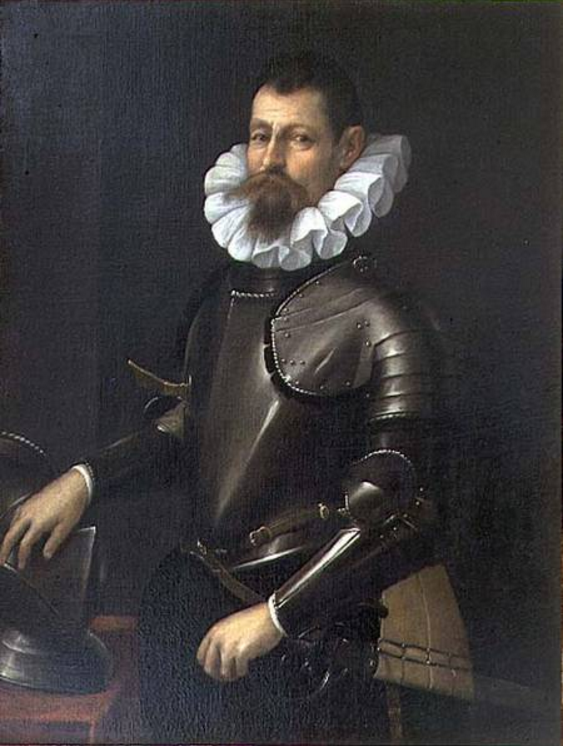
Чезаре д’Эсте 1597-1628 Герцог Модены и Реджо
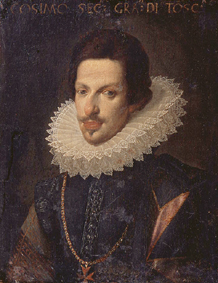
Козимо II Медичи 1609-1621 Великий герцог Тосканский
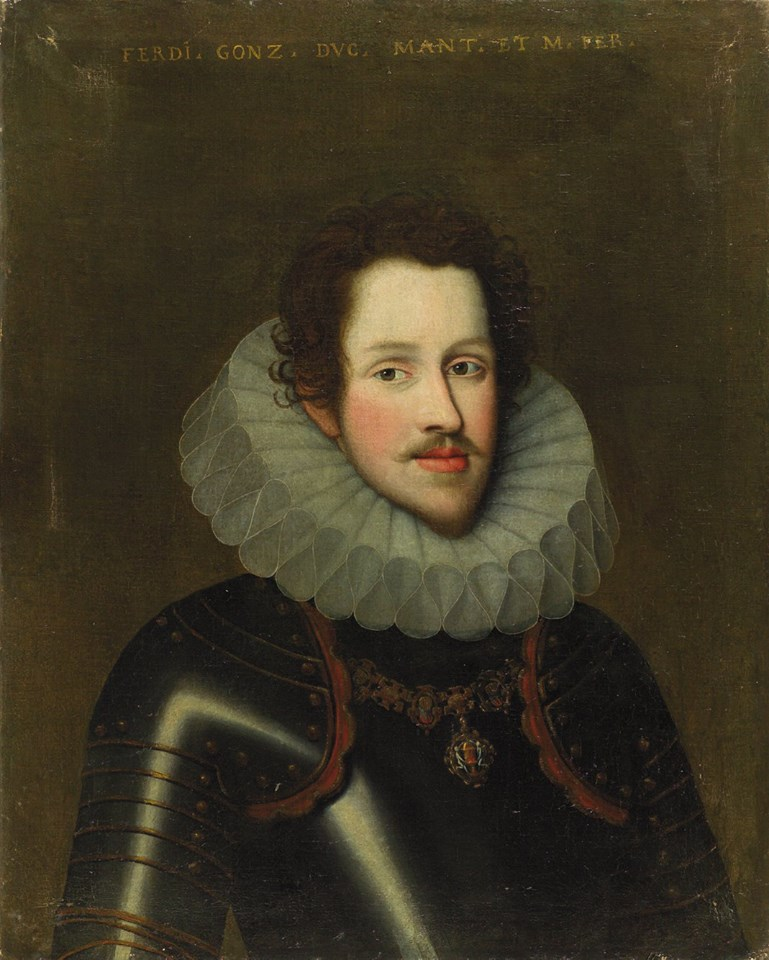
Фердинандо I Гонзага 1613-1626 Герцог Мантуи
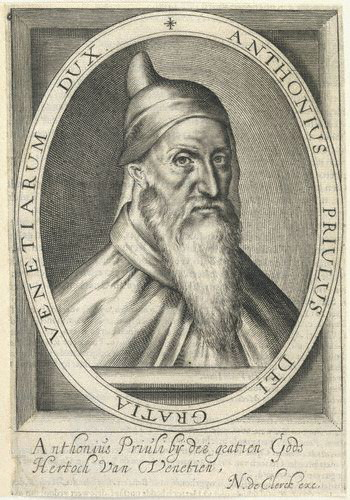
Антонио Приули 1618-1623 Дож Венеции
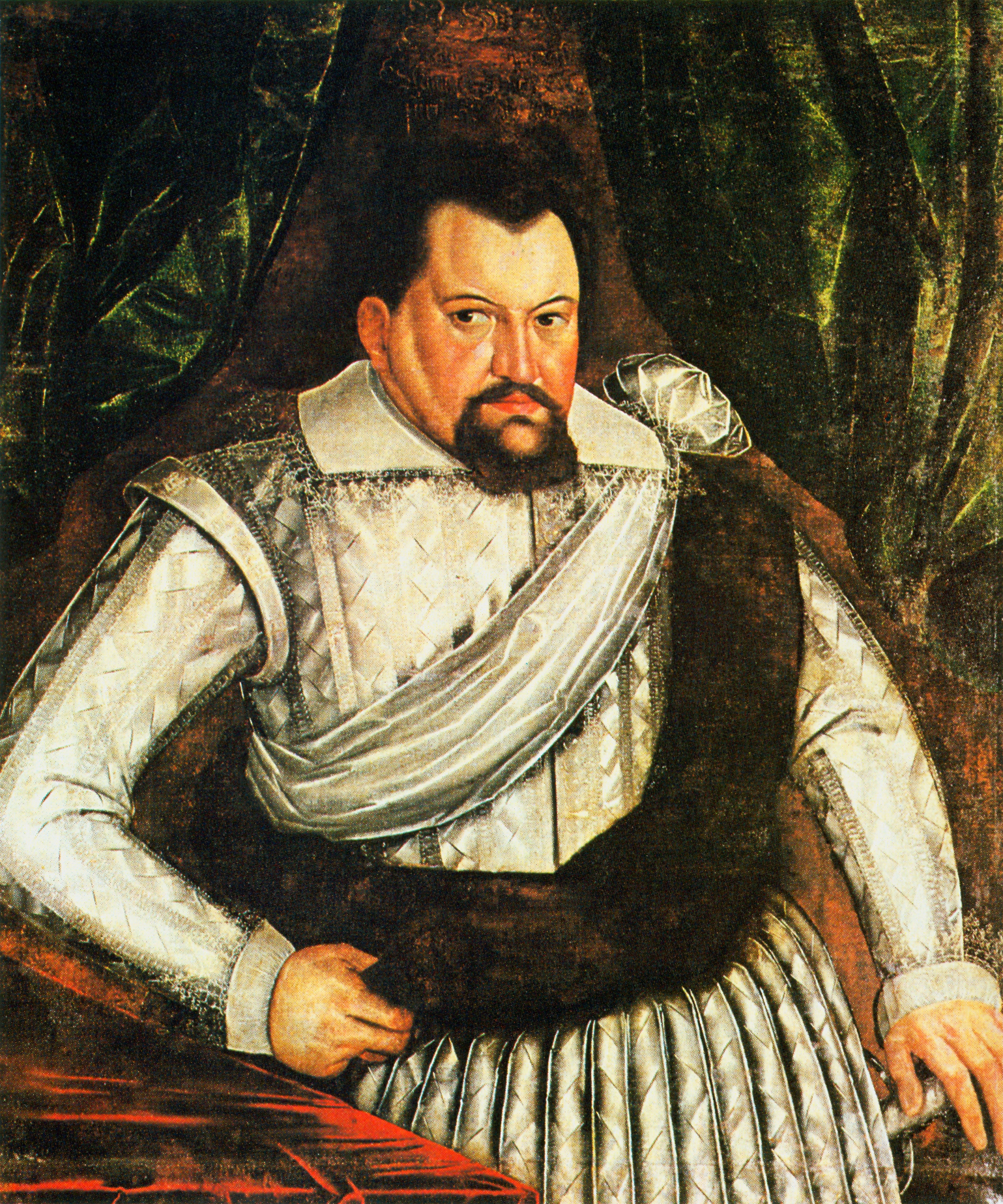
Иоганн Сигизмунд 1608-1619 Курфюрст Бранденбурга
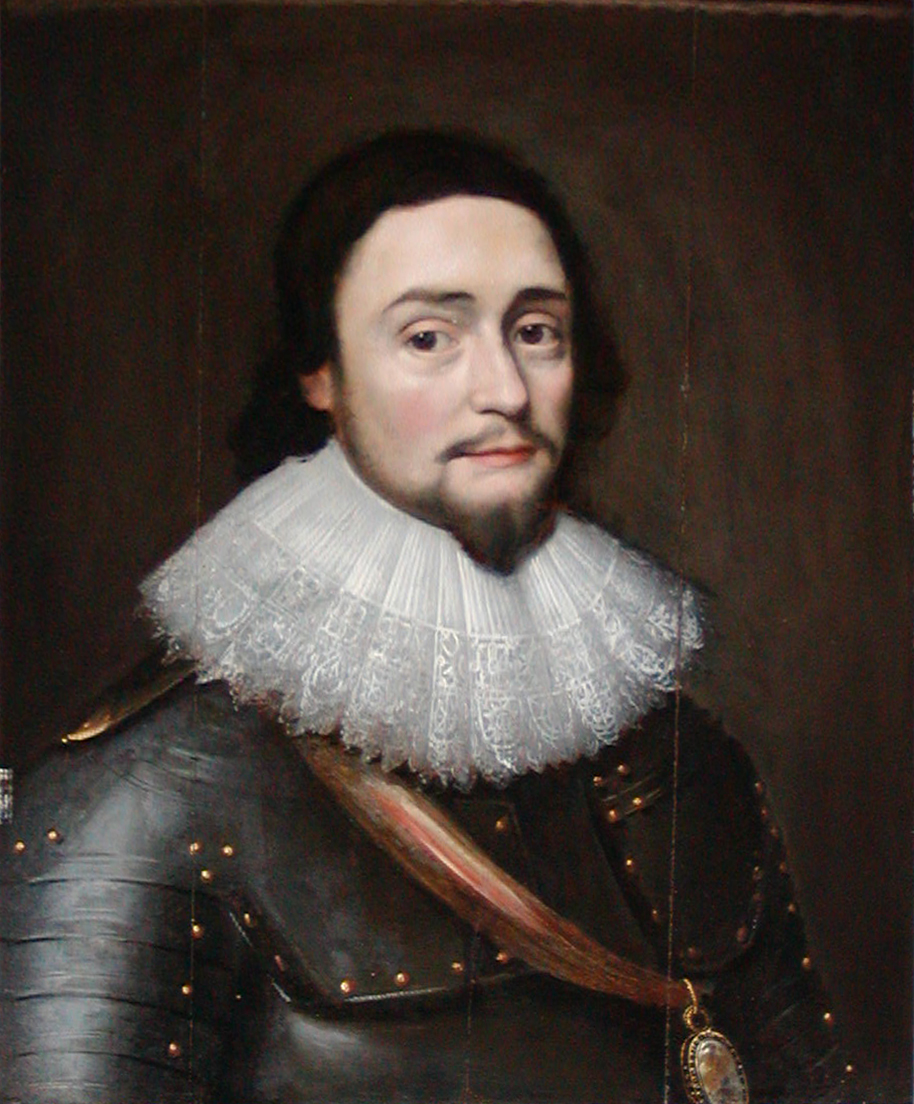
Фридрих V 1610-1623 Курфюрст Пфальца
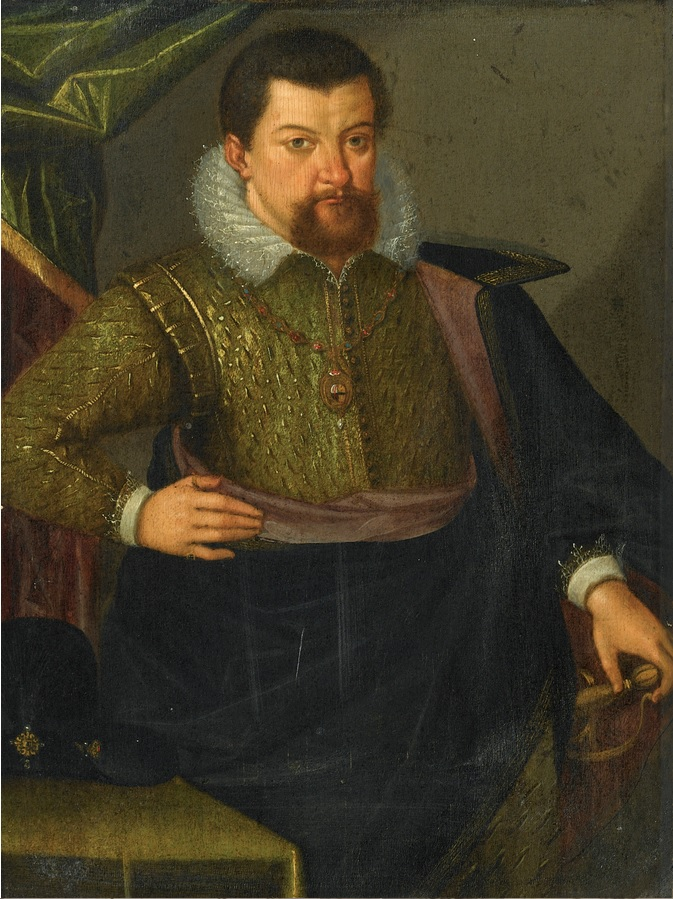
Иоганн Георг I 1611-1656 Курфюрст Саксонский
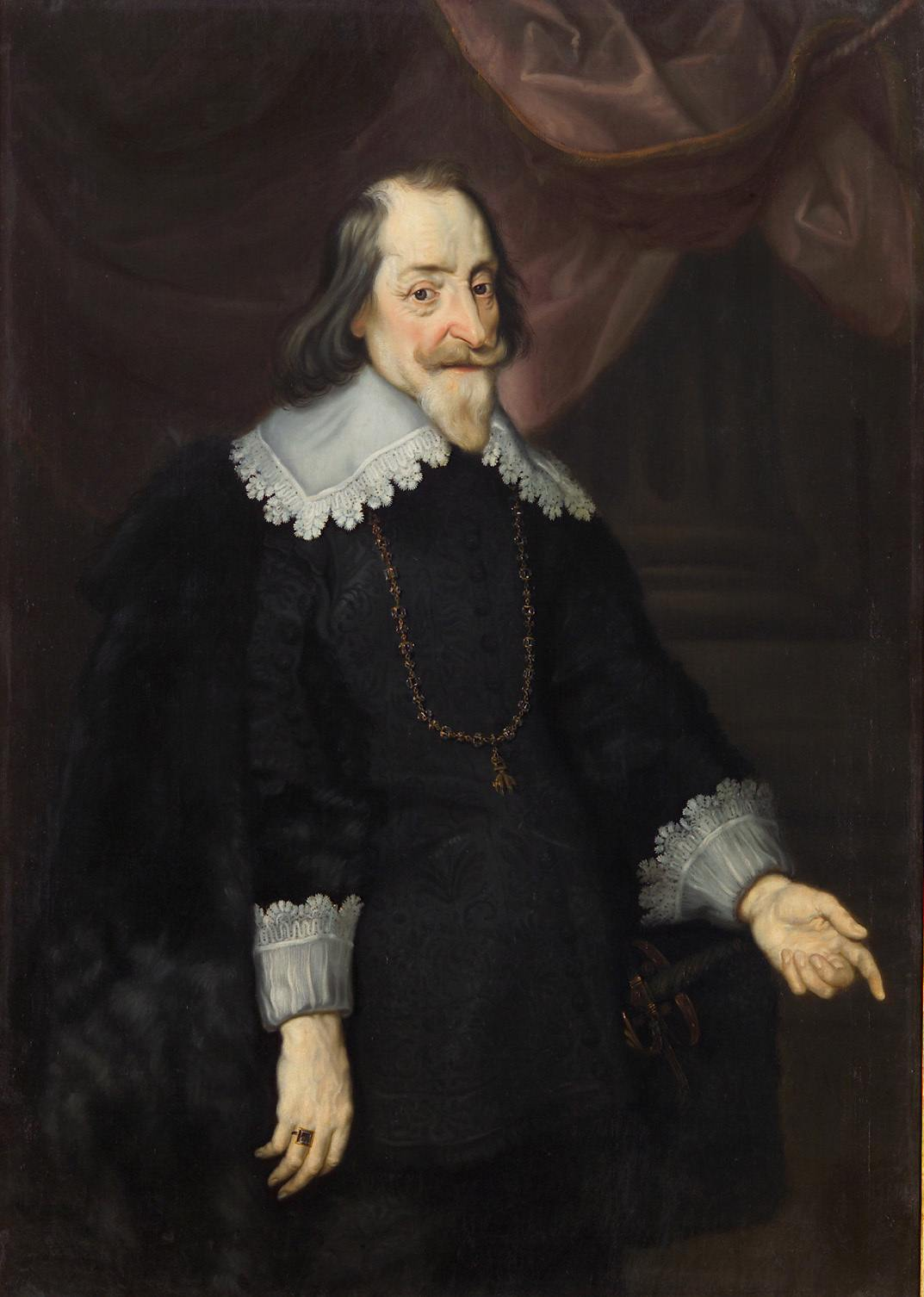
Максимилиан I 1597-1623 Герцог Баварии
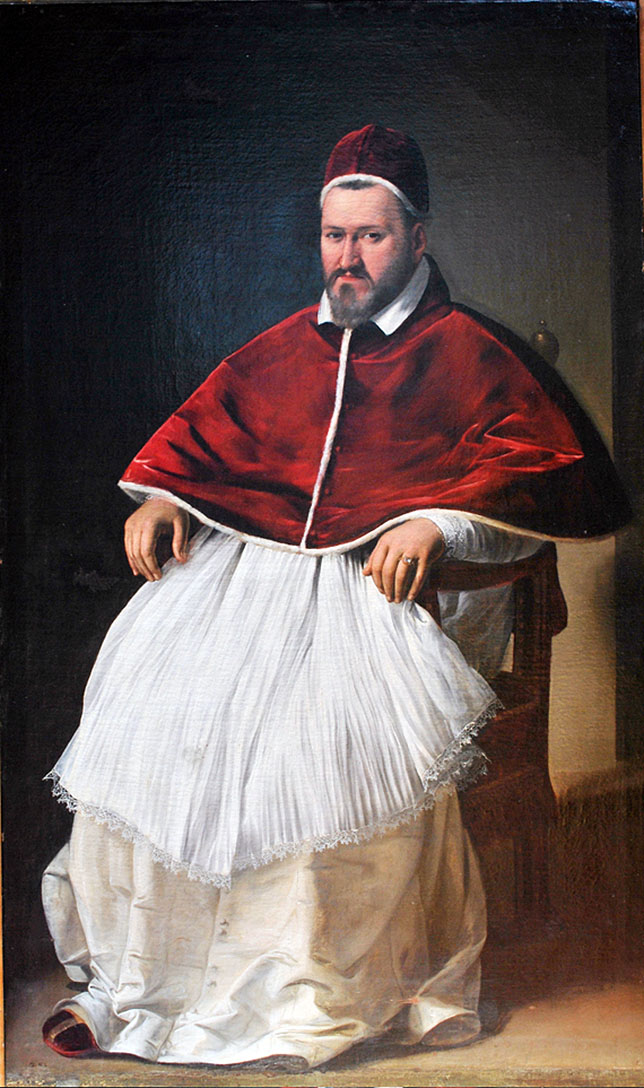
Павел V 1605-1621 Папа Римский